# Stanisław Nowak (biskup)
Stanisław Nowak (ur. 11 lipca 1935 w Jeziorzanach, zm. 12 grudnia 2021 w Częstochowie) – polski duchowny rzymskokatolicki, doktor nauk teologicznych, rektor Wyższego Seminarium Duchownego Archidiecezji Krakowskiej w latach 1978–1984, biskup diecezjalny częstochowski w latach 1984–2011 (od 1992 arcybiskup metropolita częstochowski), od 2011 arcybiskup senior archidiecezji częstochowskiej.

## Życiorys
Urodził się 11 lipca 1935 w Jeziorzanach. Kształcił się w II Liceum Ogólnokształcącym im. Króla Jana III Sobieskiego w Krakowie, uzyskując świadectwo dojrzałości. W latach 1953–1958 studiował w Wyższym Seminarium Duchownym Archidiecezji Krakowskiej. W tym samym czasie odbywał studia filozoficzno-teologiczne na Wydziale Teologicznym Uniwersytetu Jagiellońskiego, a po jego usunięciu ze struktur uniwersytetu na Papieskim Wydziale Teologicznym w Krakowie. Święceń prezbiteratu udzielił mu 22 czerwca 1958 w bazylice archikatedralnej św. Stanisława i św. Wacława na Wawelu Eugeniusz Baziak, arcybiskup metropolita lwowski i administrator apostolski archidiecezji krakowskiej. Od 1963 do 1967 kontynuował studia licencjackie na Papieskim Wydziale Teologicznym w Krakowie. W latach 1967–1971 odbył studia w zakresie teologii życia wewnętrznego w Instytucie Katolickim w Paryżu, które ukończył z doktoratem na podstawie dysertacji Koncepcja kapłaństwa w szkole francuskiej w 1 poł. XVIII wieku.
Jako wikariusz pracował w latach 1958–1961 w parafii Narodzenia św. Jana Chrzciciela w Choczni, a w latach 1961–1962 w parafii Wniebowzięcia Najświętszej Maryi Panny w Ludźmierzu. W latach 1962–1963 kierował ekspozyturą parafialną w Rogoźniku Podhalańskim. W 1979 otrzymał godność kapelana honorowego Jego Świątobliwości, a w 1982 został ustanowiony kanonikiem gremialnym kapituły archikatedralnej w Krakowie. Wszedł w skład rady kapłańskiej.
W Wyższym Seminarium Duchownym Archidiecezji Krakowskiej był w latach 1963–1967 drugim, a w latach 1971–1979 pierwszym ojcem duchownym. W 1971 został wykładowcą teologii ascetycznej, a w latach 1978–1984 sprawował urząd rektora tego seminarium. W 1971 podjął wykłady z teologii ascetycznej na Papieskim Wydziale Teologicznym w Krakowie (od 1981 Papieskiej Akademii Teologicznej). W latach 1971–1984 pełnił funkcję kierownika tamtejszego Studium Teologii Życia Wewnętrznego.
8 września 1984 papież Jan Paweł II mianował go biskupem diecezjalnym diecezji częstochowskiej. Prekonizacja miała miejsce 26 października 1984. Święcenia biskupie otrzymał 25 listopada 1984 w bazylice katedralnej Świętej Rodziny w Częstochowie. Udzielił mu ich kardynał Józef Glemp, prymas Polski, z towarzyszeniem kardynała Franciszka Macharskiego, arcybiskupa metropolity krakowskiego, i biskupa Juliana Groblickiego. Jako dewizę biskupią przyjął słowa „Iuxta crucem Tecum stare” (Chcę pod krzyżem stać przy Tobie). 26 listopada 1984 kanonicznie objął diecezję, a 8 grudnia 1984 odbył ingres do katedry częstochowskiej. 25 marca 1992 w związku z reorganizacją podziału administracyjnego Kościoła katolickiego w Polsce i utworzeniem metropolii częstochowskiej został ustanowiony arcybiskupem metropolitą częstochowskim. Paliusz otrzymał 29 czerwca 1992 w bazylice św. Piotra w Rzymie. Podczas sprawowania urzędu biskupa diecezji częstochowskiej doprowadził do końca w latach 1985–1986 prace II Synodu Częstochowskiego. W 1991 przeprowadził I Diecezjalny Kongres Trzeźwości, a w 2005 VIII Archidiecezjalny Kongres Eucharystyczny. W 1991 przeniósł Częstochowskie Wyższe Seminarium Duchowne z Krakowa do Częstochowy. W 1993 utworzył Archidiecezjalne Kolegium Teologiczne, a w 2000 Studium Duchowości Chrześcijańskiej i Studium Katolickiej Nauki Społecznej. W 1992 powołał Kolegiacką Kapitułę Zawierciańsko-Żarecką, a w 2000 Kolegiacką Kapitułę Radomszczańską. W 1990 ustanowił diecezjalny oddział Katolickiego Stowarzyszenia Młodzieży, a w 1996 Akcję Katolicką Archidiecezji Częstochowskiej. W 1990 zapoczątkowana została działalność Caritasu Diecezji Częstochowskiej. W 1989 otworzył Dom Samotnej Matki i Dziecka w Żarkach Mieście, zaś w 2002 powołał Arcybiskupi Komitet Wsparcia Bezrobotnych Archidiecezji Częstochowskiej. W 1992 utworzył pierwszą w Polsce katolicką rozgłośnię radiową – Radio Fiat, a w 1998 zostało otwarte Muzeum Archidiecezji Częstochowskiej im. Biskupa Teodora Kubiny. Erygował 90 parafii, przeprowadzał reorganizacje struktur dekanalnych, w 1992 teren archidiecezji podzielił na cztery regiony duszpasterskie: częstochowski, radomszczański, wieluński i zawierciański. W 2004 ustanowił pierwszą w Polsce personalną parafię akademicką. W diecezji propagował kulty: Eucharystii, pasyjny i maryjny. Czterokrotnie gościł w diecezji papieża Jana Pawła II (1987, 1991 na VI Światowych Dniach Młodzieży, 1997, 1999) i raz papieża Benedykta XVI (2006). W 1992 pełnił funkcję administratora diecezji sosnowieckiej. 29 grudnia 2011 papież Benedykt XVI przyjął jego rezygnację z obowiązków arcybiskupa metropolity częstochowskiego i mianował jego następcą biskupa Wacława Depę.
W ramach prac Episkopatu Polski był w latach 1989–1996 przewodniczącym Komisji Maryjnej. Ponadto został przewodniczącym Zespołu ds. Sanktuariów i Zespołu ds. Kontaktów z Konferencją Episkopatu Francji oraz wiceprzewodniczącym Komisji ds. Seminariów Duchownych. Wszedł w skład Komisji ds. Duszpasterstwa Ogólnego, Komisji ds. Duchowieństwa i Komisji ds. Powołań Duchownych. Został delegatem ds. Egzorcystów w Polsce. Przewodniczył także Komisji Mieszanej Biskupów i Wyższych Przełożonych Zakonnych. W 1990 i 1994 brał udział w Synodach Biskupów w Rzymie. W latach 1994–2001 był stałym współpracownikiem Sekretariatu Synodu Biskupów. 24 czerwca 2004 papież Jan Paweł II ustanowił go drugim wiceprzewodniczącym Papieskiej Akademii Niepokalanej.
W 2000 konsekrował biskupa pomocniczego częstochowskiego Jana Wątrobę. Był współkonsekratorem podczas sakr 11 biskupów.
Zmarł 12 grudnia 2021 w Częstochowie. 18 grudnia 2021 po mszy pogrzebowej w bazylice archikatedralnej Świętej Rodziny w Częstochowie został pochowany w znajdującej się w jej podziemiach krypcie biskupów częstochowskich.

## Odznaczenia i wyróżnienia
W 2021 prezydent RP Andrzej Duda nadał mu pośmiertnie Krzyż Komandorski Orderu Odrodzenia Polski.
W 2012 przyznano mu honorowe obywatelstwo gminy Włodowice.
W 1985 został przyjęty do konfraterni zakonu paulinów. W 2005 otrzymał medal „Zasłużony dla Polskiego Towarzystwa Teologicznego”.